# クール・ストラッティン
| 専門評論家によるレビュー            | 専門評論家によるレビュー |
| レビュー・スコア                    | レビュー・スコア         |
| 出典                                | 評価                     |
| ----------------------------------- | ------------------------ |
| Allmusic                            | [ 2 ]                    |
| The Rolling Stone Jazz Record Guide | [ 3 ]                    |

『クール・ストラッティン』(Cool Struttin')は、ジャズ・ピアニスト、ソニー・クラークの1958年のアルバム。『ニューヨーク・タイムス』紙は「いつまでも残るハードバップのクラシック (enduring hard-bop classic) と評したこのアルバムでは、アルト・サクソフォーン奏者のジャッキー・マクリーン、トランペット奏者のアート・ファーマー、そしてマイルス・デイヴィス・クインテットからの二人、ドラマーのフィリー・ジョー・ジョーンズとベーシストのポール・チェンバースがフィーチャーされている。The Stereo Times によると、このアルバムは「ハードコアなジャズ愛好家たちの間ではカルト的といって良いほどの位置づけ (a nearly cult status among hardcore jazz followers)」を得ているとしており、オールミュージックも、「その魂への訴えかけだけで (for its soul appeal alone)」そのように扱われるのに十分だと述べている。
オリジナル盤は、1958年にブルーノート・レコードからLPとして出され、その後はCDで何度となくリイシューされており、その際にはボーナス・トラックが2曲追加されている。1991年、ブルーノートは、クリスマスをテーマにしたCD『Yule Struttin'』を出したが、そのカバーは、このアルバムのジャケットのデザインを踏まえたものとなっていた。

## トラックリスト
| 全作詞・作曲: 特記のないものは、ソニー・クラークの作曲作品。 |                                                                               |                                                |                                                |       |
| #                                                            | タイトル                                                                      | 作詞                                           | 作曲・編曲                                     | 時間  |
| 1.                                                           | 「クール・ストラッティン / Cool Struttin'」                                   | 特記のないものは、 ソニー・クラーク の作曲作品 | 特記のないものは、 ソニー・クラーク の作曲作品 | 9:23  |
| 2.                                                           | 「ブルー・マイナー / Blue Minor」                                             | 特記のないものは、 ソニー・クラーク の作曲作品 | 特記のないものは、 ソニー・クラーク の作曲作品 | 10:19 |
| 3.                                                           | 「シッピン・アット・ベルズ / Sippin' at Bells」(マイルス・デイヴィス)         | 特記のないものは、 ソニー・クラーク の作曲作品 | 特記のないものは、 ソニー・クラーク の作曲作品 | 8:18  |
| 4.                                                           | 「ディープ・ナイト / Deep Night」(チャールズ・ヘンダーソン、ルディ・ヴァリー) | 特記のないものは、 ソニー・クラーク の作曲作品 | 特記のないものは、 ソニー・クラーク の作曲作品 | 9:34  |

| #  | タイトル                                                       | 作詞 | 作曲・編曲 | 時間 |
| -- | -------------------------------------------------------------- | ---- | ---------- | ---- |
| 1. | 「ロイヤル・フラッシュ / Royal Flush」                         |      |            | 9:00 |
| 2. | 「ラヴァー / Lover」(ロレンツ・ハート、リチャード・ロジャース) |      |            | 7:01 |

## パーソネル
- ソニー・クラーク – ピアノ
- ジャッキー・マクリーン – アルト・サクソフォーン
- アート・ファーマー – トランペット
- ポール・チェンバース – ベース
- フィリー・ジョー・ジョーンズ – ドラムス

### 制作
- アルフレッド・ライオン – プロデューサー
- ルディ・ヴァン・ゲルダー - エンジニアリング
- マイケル・カスクーナ - リイシュー・プロデューサー、ライナー・ノーツ

## アルバム・カバー
アルバム・カバーのデザインは、リード・マイルスによるもので、フランシス・ウルフが、アルフレッド・ライオンの妻ルース (Ruth) を撮影したオリジナル写真が用いられている。